# Carl Gustaf Hjerström
Carl Gustaf Hjertström, född 7 maj 1777 i Bringetofta församling, Jönköpings län, död 1856 i Gränna stadsförsamling, Jönköpings län, var en svensk borgmästare och politiker.

## Biografi
Hjerström föddes 1777 i Bringetofta församling. Han var son till mönsterskrivaren och hovkamreren Håkan Lars Hjerström och Ingrid Moberg. Hjerström blev 1796 student vid Uppsala universitet och avlade hovrättsexamen där 1800. Han blev 1805 borgmästare i Gränna 1805 och häradshövding i Kinda och Ydre domsaga 1852. Hjerström avled 1856 i Gränna.
Hjertström var riksdagsledamot för borgarståndet i Gränna vid riksdagen 1823.
Hjerström gifte sig 1804 med Lovisa Fredrika L'Orange. Hon var dotter till borgmästaren Johan Fredrik L'Organde och Sara Molin i Gränna. De fick tillsammans sonen Nils Fredrik Hjertström.